# Senegal na Letnich Igrzyskach Olimpijskich 2000
Senegal na Letnich Igrzyskach Olimpijskich 2000 reprezentowało 26 zawodników, 7 mężczyzn i 19 kobiet.

## Skład kadry

### Boks
Mężczyźni
- Fall El Hadji Djibril

waga półciężka, do 81 kg (odpadł w 1 rundzie)

### Judo
Kobiety
- Adja Marieme Diop

### Koszykówka
Kobiety
- Coumba Cissé
- Adama Diakhaté
- Bineta Diouf
- Mbarika Fall
- Awa Guèye
- Marieme Lo
- Mame Maty M'Bengue
- Astou N'Diaye
- Fatime N'Diaye
- Khady Yacine N'Gom
- Ndialou Paye
- Khady Sourangué Diop

### Lekkoatletyka
Mężczyźni
- Oumar Loum

bieg na 200 m (odpadł w 2 rundzie eliminacji)
sztafeta 4x400 m (odpadli w półfinale)
- Ibou Faye

bieg na 400 m przez płotki (odpadł w 1 rundzie eliminacji)
sztafeta 4x400 m (odpadli w półfinale)
- Ousmane Niang

sztafeta 4x400 m (odpadli w półfinale)
- Youssoupha Sarr

sztafeta 4x400 m (odpadli w półfinale)
Kobiety
- Aminata Diouf

bieg na 100 m (odpadła w 1 rundzie eliminacji)
sztafeta 4x400 m (odpadły w 1 rundzie eliminacji)
- Aïda Diop

bieg na 200 m (odpadła w 1 rundzie eliminacji)
sztafeta 4x400 m (odpadły w 1 rundzie eliminacji)
- Amy Mbacké Thiam

bieg na 400 m (odpadła w półfinale)
sztafeta 4x400 m (odpadły w 1 rundzie eliminacji)
- Mame Tacko Diouf

bieg na 400 m przez płotki (odpadła w 1 rundzie eliminacji)
- Kène N'Doye

### Pływanie
Mężczyźni
- Malick Fall

100 m stylem klasycznym (odpadł w eliminacjach)
Kobiety
- Zeïna Sahéli

100 m stylem dowolnym (odpadła w eliminacjach)

### Zapasy
Mężczyźni
- Alioune Diouf